# Adrien Labastire
Adrien Labastire est un entrepreneur et producteur français, né en 1977 à Neuilly-sur-Seine, dans les Hauts-de-Seine. Il est notamment le créateur en 2012 de Golden Moustache, une société de production et de création audiovisuelle et de Kessel en 2022, un service de publication de newsletters à destination des créateurs de contenus.

## Biographie

### Études et début de carrière
Adrien Labastire sort diplômé de l'Institut d'études politiques de Paris en 2002. Il rejoint alors le magazine Les Inrockuptibles comme chroniqueur de clubbing. En 2004, il intègre le groupe M6, au sein de le direction des programmes, où il reste cinq ans. Il part ensuite au Royaume-Uni pour travailler chez NBCUniversal. Il est par ailleurs titulaire d'un MBA de l'INSEAD.

### Golden Moustache
Surpris par le succès aux États-Unis de chaînes YouTube humoristiques comme Funny or Die ou CollegeHumor, Adrien Labastire propose en 2012 à M6 d'importer le concept en France. Il fonde alors la société de production et de création audiovisuelle GM6 et sa plateforme principale, Golden Moustache. Son objectif principal est de repérer les talents émergents parmi les youtubeurs, qui seront ensuite amenés à intégrer d'autres activités du groupe. Intègrent ainsi le studio des vidéastes produisant des sketchs et programmes courts principalement destinés aux millenials, comme Florent Bernard, Mcfly et Carlito ou Monsieur Poulpe.
L'activité de Golden Moustache repose sur trois métiers : le média traditionnel, qui produit des vidéos et vend son espace publicitaire pour monétiser son audience ; l'agence de publicité qui propose du brand content, du contenu conçu sur mesure pour les marques ; et la vente de contenus à d'autres plateformes, comme AlloCiné ou des chaînes du groupe M6. Le studio atteint la rentabilité en 2013. L'année suivante, Golden Network élargit ses productions à l'infodivertissement et non plus seulement à l'humour, même si les jeunes restent son audience principale. Suivra un long métrage, Les Dissociés du collectif Suricate et dont Adrien Labastire est producteur, en 2015.
Au moment du changement d'identité de GM6, qui devient Golden Network en 2017, le réseau de chaînes compte 600 millions de vues pour quatre millions d'abonnés et 700 influenceurs, parmi lesquels EnjoyPhoenix, Horia ou Roxane. À cette époque, le studio produit déjà des émissions pour les chaînes du groupe M6, comme Trop mignon sur 6ter ou La bataille du rire sur Paris Première. Elle produit également en 2018 la première série originale française pour YouTube Premium, Les Emmerdeurs. En 2020, Golden Network atteint les dix millions d'abonnés. L'année suivante, Adrien Labastire quitte la société, qui est divisée en trois entités distinctes : la fiction, la télévision et la publicité, qui sont rattachées à différentes branches du groupe M6, notamment les filiales de production et distribution cinématographique SND et Studio 89 Productions.

### Nouveaux projets
En 2022, Adrien Labastire lance Kessel, un service de distribution de lettres d'information qui fournit au créateur de contenu les outils nécessaires à la rédaction, la conception, l'envoi et l'abonnement, avec ou sans paiement. Cette année-là, il produit À la folie d'Andréa Bescond et Éric Métayer, un téléfilm qui leur vaudra de recevoir le trophée duo réalisateur-producteur de film de fiction aux trophées du Film français.

## Filmographie en tant que producteur
- 2015 : Les Dissociés de Suricate
- 2016 : Le Trône des Frogz de Yacine Belhousse
- 2018 : Les Emmerdeurs de Morgan S. Dalibert, Valentin Vincent et Vladimir Rodionov
- 2022 : À la folie d'Andréa Bescond et Éric Métayer
- 2024 : Le Panache de Jennifer Devoldère